# Лооді
Ло́оді (ест. Loodi küla) — село в Естонії, у волості Вільянді повіту Вільяндімаа.

## Населення
Чисельність населення на 31 грудня 2011 року становила 126 осіб.

## Історія
З 19 грудня 1991 до 5 листопада 2013 року село входило до складу волості Пайсту.

## Пам'ятки
- Миза Лооді (Loodi mõis). Пам'ятки архітектури, що розташовані в маєтку:
  - Житлові будинки: головна будівля[2], будинок прикажчика[3], будинок для батраків[4];
  - Господарські приміщення: дров'яний сарай[5], сушарка[6], комора[7], стайня[8], хлів[9], олійня[10];
  - Парк[11].

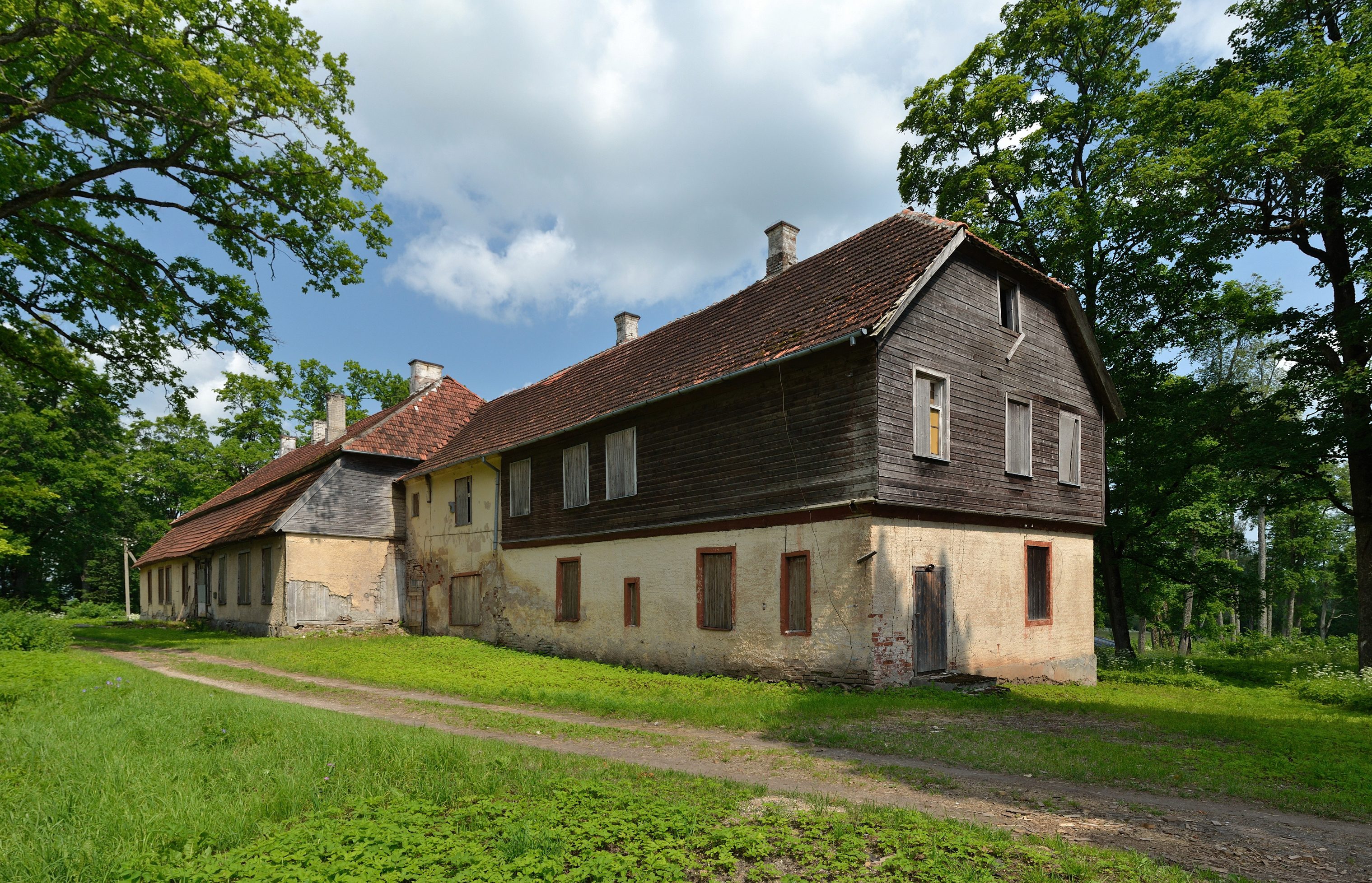
Головна будівля мизи
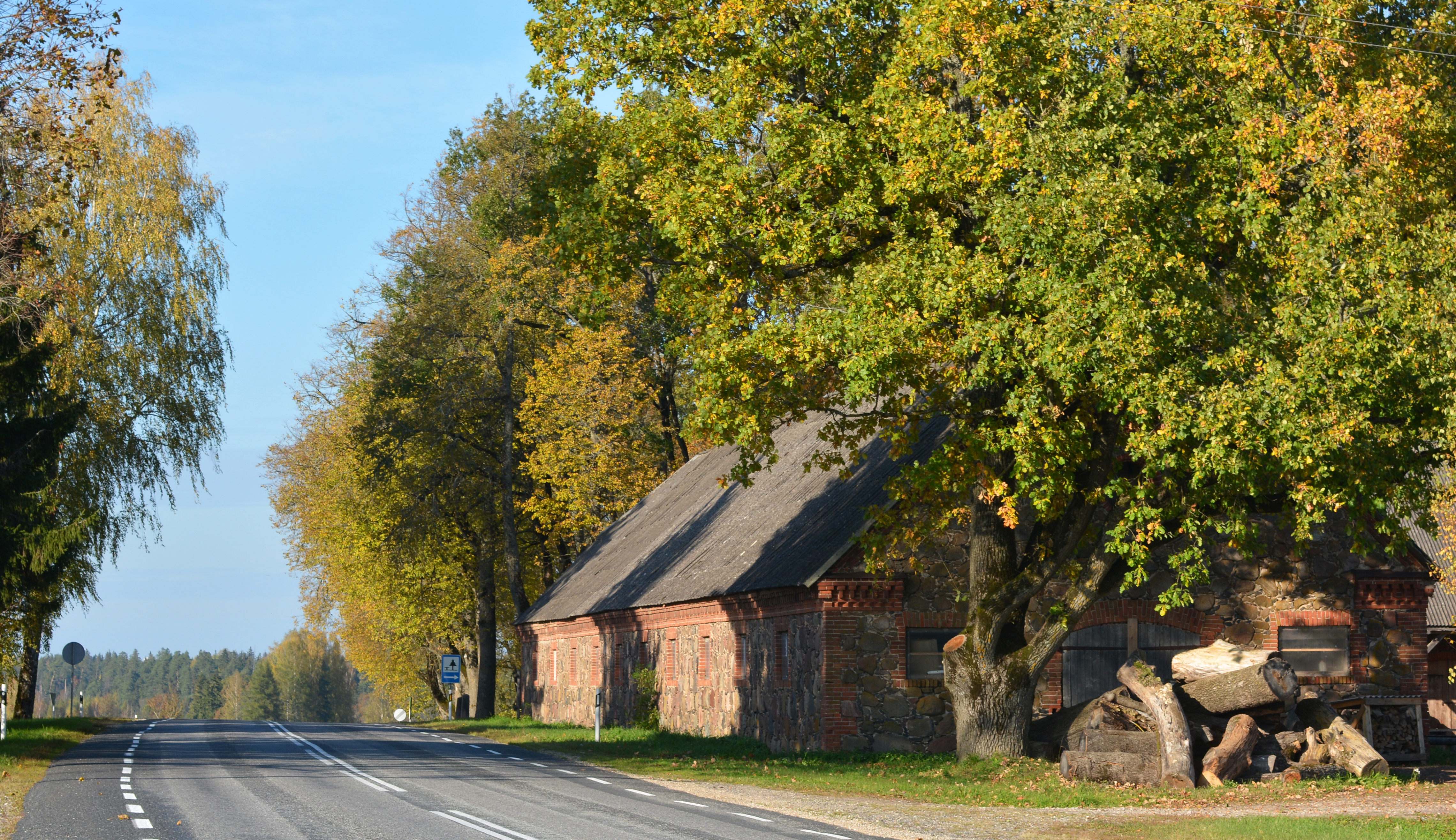
Стайня маєтку